# Função nula (matemática)

No conjunto da funções reais de variável real (ver função e função real) podem definir a função constante ou polinômio de grau zero, uma das quais é definida como função nula {\displaystyle f(x)=0}.
Na verdade, esta função não depende de uma variável independente. O gráfico (ver gráfico de uma função) de uma função nula nos eixos de coordenadas (ver sistema de coordenadas cartesianas) corresponde ao eixo das abscissas, o  eixo x.
A função nula é elemento neutro da soma de funções, o que permite que a estrutura forneça vários conjuntos constituídos por funções (tais como a estrutura de espaço vetorial).